# Campeonato Venezolano de Clubes de Rugby 2013
El Campeonato Nacional de Clubes 2013 es una edición del Campeonato Nacional de Clubes de rugby 15 en Venezuela. Fue organizado por la Federación Venezolana de Rugby. Se realizó desde octubre de 2012 hasta junio de 2013. El partido final se disputó el 8 de junio de 2013 en las instalaciones de la Hacienda Santa Teresa, El Consejo, Venezuela. CR Caballeros de Mérida resultó vencedor del campeonato, mientras que  Tigres de Cabimas Rugby Football Club obtuvo el segundo lugar.

## Unión Occidental

### Sub Zona Zulia
| Equipo                                | Ciudad    | Estadio                                                  |
| ------------------------------------- | --------- | -------------------------------------------------------- |
| Maracaibo Rugby Football Club         | Maracaibo | Estadio Alejandro Borges                                 |
| Tigres de Cabimas Rugby Football Club | Cabimas   | Estadio Venoil                                           |
| Zulianos Rugby Football Club          | Maracaibo | Estadio La Rotaria                                       |
| Trujillanos Rugby Club                | Trujillo  | Polideportivo La Beatriz de Valera en la Urb. La Beatriz |

Maracaibo Rugby Football Club clasificó al Round Robin de la División Occidental.

### Sub Zona Mérida
| Equipo                     | Ciudad   | Estadio                     |
| -------------------------- | -------- | --------------------------- |
| IUTE                       | Ejido    | ???                         |
| CR Caballeros de Mérida    | Mérida   | Estadio La Hechicera        |
| Mérida Rugby Club          | Mérida   | Estadio Guillermo Soto Rosa |
| Pucará El Vigía Rugby Club | El Vigía | ???                         |

CR Caballeros de Mérida clasificó al Round Robin de la División Occidental por ser ganador de la Sub Zona Mérida. Mérida Rugby Club clasificó al Round Robin de la División Occidental como comodín.

### Sub Zona Táchira
| Equipo                           | Ciudad                  | Estadio |
| -------------------------------- | ----------------------- | ------- |
| Centauros Rugby Club             | San Cristóbal           | ???     |
| Universidad Católica del Táchira | San Cristóbal           | ???     |
| Táchira Titans Rugby Club        | San Cristóbal           | ???     |
| Borregos Rugby Club              | Santa Bárbara del Zulia | ???     |

Borregos Rugby Club clasificó al Round Robin de la División Occidental.